# Jorge Messias
Jorge Rodrigo Araújo Messias (25 de fevereiro de 1980) é um advogado brasileiro, atual advogado-geral da União no governo de Luiz Inácio Lula da Silva. É membro de carreira da Advocacia-Geral da União, no cargo de procurador da Fazenda Nacional, desde 2007.

## Biografia

### Formação e carreira pública
Jorge Messias é graduado em direito pela Universidade Federal de Pernambuco (UFPE) e mestre e doutor em Desenvolvimento, Sociedade e Cooperação Internacional pela Universidade de Brasília (UnB).
É integrante da carreira de procurador da Fazenda Nacional desde 2007 e foi subchefe para assuntos jurídicos da Casa Civil durante o governo Dilma Rousseff.
Também exerceu os cargos de procurador do Banco Central e do Banco Nacional de Desenvolvimento Econômico e Social (BNDES), consultor jurídico do Ministério da Ciência, Tecnologia e Inovações, secretário de regulação e supervisão da Educação Superior no Ministério da Educação, subchefe de análise e acompanhamento de políticas governamentais da Casa Civil e assistente parlamentar do senador Jaques Wagner.

### "Bessias"
Ganhou notoriedade em 2016, ao ser mencionado em uma gravação de telefonema entre a então presidente Dilma Rousseff e Lula, que na época era investigado no âmbito da Operação Lava Jato e fora nomeado, mas ainda não empossado, para o cargo de ministro-chefe da Casa Civil. No áudio publicado pela imprensa, Dilma informa que iria encaminhar, através do "Bessias" (grafia decorrente de equívoco na transcrição do áudio), o termo de posse no cargo para uso "em caso de necessidade".
O trecho, divulgado de forma descontextualizada, foi interpretado pela investigação como uma tentativa de blindar Lula de um eventual pedido de prisão ao lhe conferir o foro especial. Como resultado, o ministro do Supremo Tribunal Federal (STF) Gilmar Mendes suspendeu a posse de Lula como ministro da Casa Civil. Lula e Dilma chegaram a ser investigados por obstrução da justiça, tendo sido o processo arquivado em abril de 2022, seis anos após a divulgação do áudio, em razão da prescrição. Ademais, a gravação foi considerada ilegal pelo ministro do STF Teori Zavascki, por ter sido colhida após a determinação de interrupção das escutas.
Sobre o episódio, Messias afirma que, naquela ocasião, era um auxiliar da presidência cumprindo sua função e que a divulgação do áudio cortado e fora de contexto tinha o objetivo de desestabilizar o governo Dilma, o que de fato ocorreu.

### Advogado-geral da União
Em novembro de 2022, Messias foi o mais votado pela categoria em lista sêxtupla para o cargo de advogado-geral da União, elaborada pelo Sindicato Nacional dos Procuradores da Fazenda Nacional (Sinprofaz), pela Associação Nacional dos Membros das Carreiras da Advocacia-Geral da União (Anajur) e pela Associação Nacional dos Advogados da União (Anauni).
No mês seguinte, o presidente eleito Lula confirmou a escolha de Messias como advogado-geral da União.